# نيتشر ميثودس
نيتشر ميثودس أو طرق الطبيعة (بالإنجليزية: Nature Methods)‏ هي دورية علمية شهرية يُراجعها الأقران وتغطي التقنيات العلمية الجديدة. تأسست في عام 2004 وتنشرها سبرينغر نيتشر ضمن محفظة الطبيعة. كما هو الحال مع مجلات نيتشر الأخرى، لا توجد هيئة تحرير خارجية ويتخذ فريق داخلي القرارات التحريرية، على الرغم من أن مراجعة الأقران من قبل خبراء خارجيين تشكل جزءًا من عملية المراجعة. رئيس التحرير هو أليسون دور.
تسلط المجلة كل عام الضوء على مجال أو نهج أو تقنية مكنت من تحقيق تقدم كبير في أبحاث علوم الحياة باعتبارها "طريقة العام".
وفقًا لتقارير الاستشهاد بالمجلات ، كان للمجلة عامل تأثير عام 2021 بلغ 47.990، مما جعلها في المرتبة الأولى في فئة «طرق البحث البيوكيميائي».

## الروابط الخارجية
- الموقع الرسمي
- Retraction Watch
- JournalGuide